# Maundia triglochinoides
Maundia triglochinoides F.Muell. è una pianta angiosperma dell'ordine Alismatales. È l'unica specie nota del genere Maundia F.Muell. e della famiglia Maundiaceae Nakai.